# Schizaea pusilla
Schizaea pusilla är en ormbunkeart som beskrevs av Frederick Traugott Pursh. Schizaea pusilla ingår i släktet Schizaea och familjen Schizaeaceae.
IUCN kategoriserar arten globalt som livskraftig (LC). Inga underarter finns listade.

## Bildgalleri

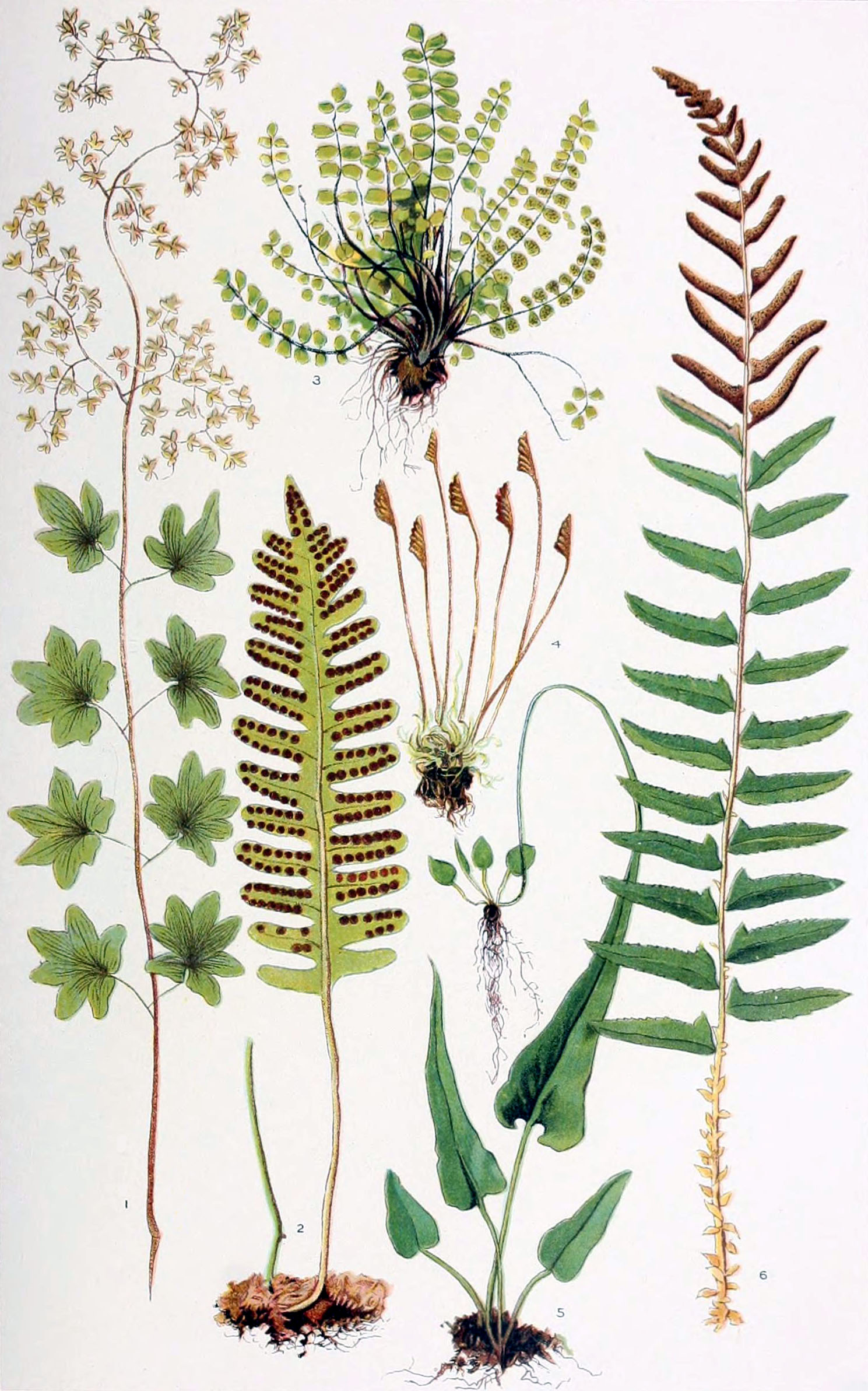
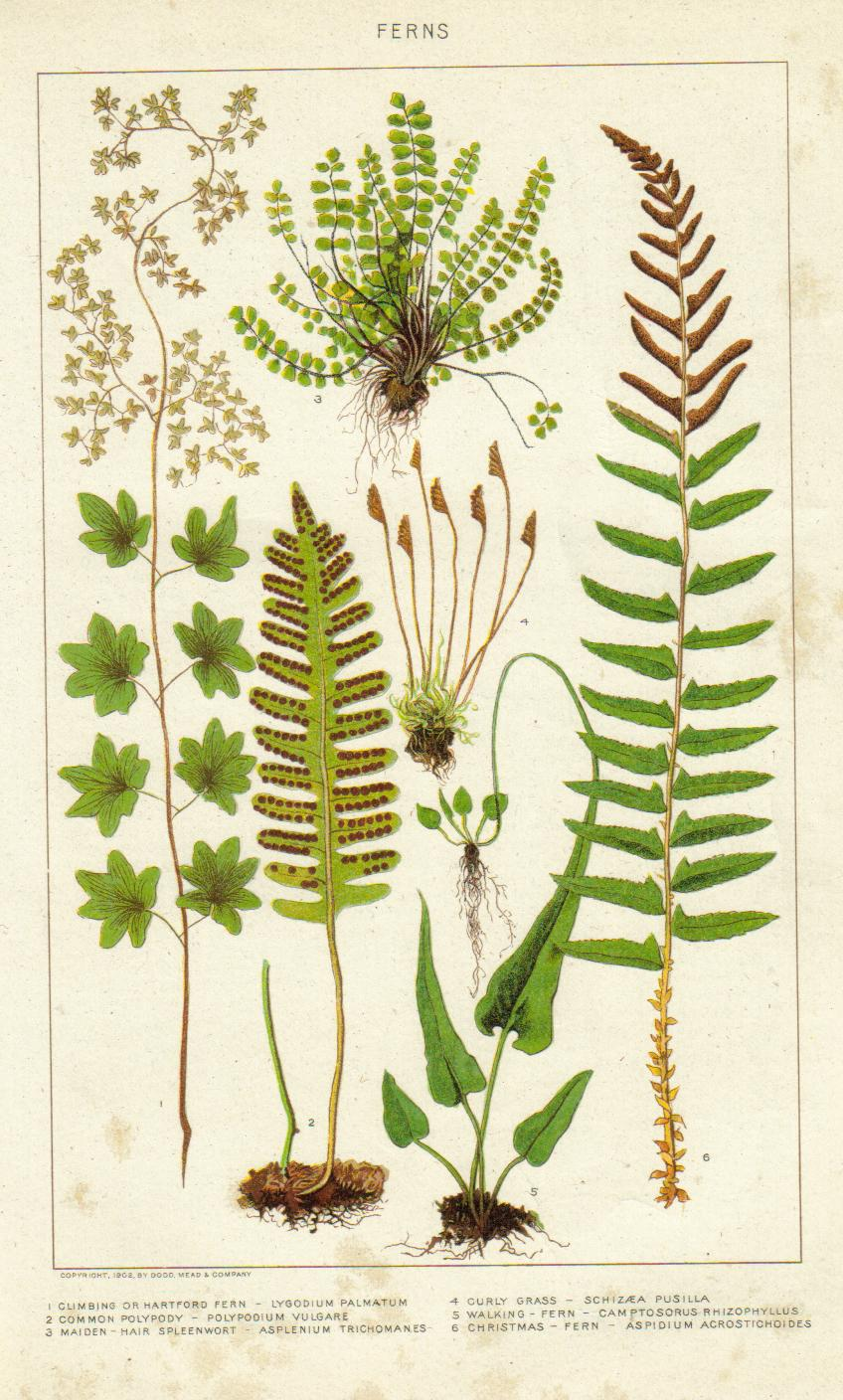
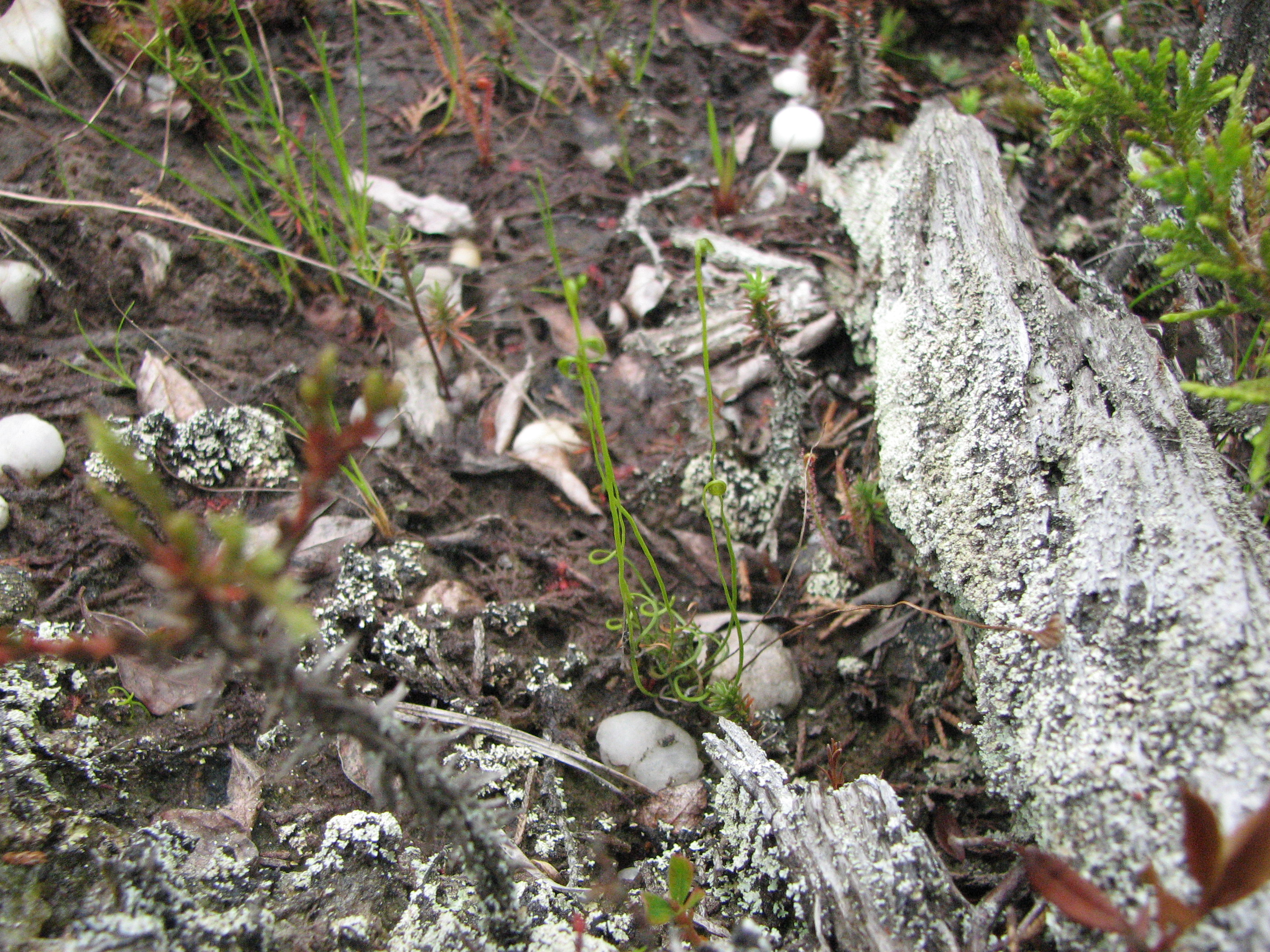